# José Francisco Lopes
José Francisco Lopes, o Guia Lopes (Minas Gerais, 26 de fevereiro de 1811 — "Bela Vista", 1868) foi o herói do Exército Brasileiro na Guerra do Paraguai que guiou as tropas brasileiras durante a Retirada da Laguna.

## Biografia
Nascido em uma fazenda a seis quilômetros da cidade de São Roque de Minas, então um distrito de Piumhi, transferiu-se com sua família para o Mato Grosso do Sul, em área próxima ao Paraguai. Na fazenda da família, de nome Jardim,  dedicaram-se à pecuária. Por ser o local ainda ocupado por povos indígenas, a criação de gado se fazia de forma extensiva, o que permitiu que José Francisco Lopes e seus irmãos se tornassem profundos conhecedores da região que seria o palco da Guerra do Paraguai.
Por viverem em uma área isolada e desprotegida, logo no início dos conflitos, em 1864, após uma incursão dos paraguaios pelo território brasileiro, foram sequestrados a esposa e os quatro filhos de José Francisco Lopes pelas tropas paraguaias, presos e levados ao país.
Tomado por um sentimento de vingança, José Francisco Lopes alistou-se voluntariamente no Exército brasileiro para guiar as tropas que iniciavam uma ofensiva por terra ao território paraguaio. As tropas, vindas do Rio de Janeiro, tendo recebido reforços de Uberaba, encontraram várias cidades do sul mato-grossense abandonadas, entre elas Coxim e Miranda. Ademais, após tamanha caminhada, ao chegarem aos limites do território brasileiro, já se encontravam exaustos e fragilizados. José Francisco Lopes abriu mão do gado da família para alimentá-los.
Assim, chefiadas por Carlos de Morais Camisão e guiadas por Lopes, as tropas brasileiras conseguiram penetrar o território paraguaio até Laguna, em abril de 1867. Sem alimentos e atormentadas por cólera, tifo e beribéri, os brasileiros foram obrigados a fugir, perseguidos de perto pelos paraguaios. A ofensiva, em que José Francisco Lopes desejava resgatar sua família, revelou-se um fracasso.
Na fuga, no entanto, a atuação de Lopes guiando as tropas brasileiras foi importantíssima para impedir que os soldados fossem todos massacrados pelos paraguaios, que utilizavam táticas indígenas de guerra. O Guia Lopes mostrou os caminhos aos soldados brasileiros pelas terras sul-mato-grossenses e despistou o inimigo em um terreno difícil neste episódio, chamado de Retirada da Laguna. Entre os brasileiros estava o Visconde de Taunay, que mais tarde escreveria um livro sobre o assunto.
Os brasileiros novamente sofreram com uma epidemia de cólera e Lopes também adoeceu. De qualquer forma, segundo o Exército, José Francisco Lopes foi um herói até o último dia de sua vida. Mesmo agonizante, ainda guiava a marcha. E negava-se a se poupar, porque "ninguém contraria a vontade de Deus". "Saibamos morrer; os sobreviventes dirão o que fizemos", disse. Faleceu às margens do rio Miranda, sendo enterrado ali mesmo, esse lugar hoje é chamado de Cemitério dos Heróis.
Morreu em 1868 no município de Bela Vista em sua fazenda, Jardim, onde atualmente se localiza a cidade de Jardim que se emancipou de Bela Vista em 1953.

## Laguna: Consagração do Herói
Foi por sua providencial e decisiva participação num dos mais dramáticos episódios da Guerra do Paraguai, em 1867, que José Francisco Lopes (1811-1867) entrou para a galeria dos heróis cultuados pelo Exército Brasileiro, e conquistou seu lugar nas páginas da história do Brasil.
Cronologia da atuação do Guia Lopes. O ano é 1867.
1º de janeiro - Nomeado pelo governo do Mato Grosso, o coronel Carlos de Morais Camisão assume o comando das forças que deveriam atuar sobre o Alto Paraguai;
24 de janeiro - A tropa chega à vila de Nioac e José Francisco Lopes oferece-se para acompanhá-la como guia. É aceito e logo ganha a confiança do coronel Camisão, tornando-se seu conselheiro;
25 de fevereiro - A força marcha sobre a fronteira paraguaia. Forma-se o Conselho de Guerra;
25 de março - O Guia Lopes, em companhia de um grupo de índios Terenas e Guaicurus parte em missão de reconhecimento do terreno. No retorno desta expedição recebe o notícia de que seu filho havia escapado dos paraguaios e viera juntar-se às tropas, após dois anos de cativeiro. O reencontro de pai e filho emociona a todos;
19 de abril - A tropa brasileira tem o primeiro choque com os paraguaios, coloca-os em fuga e vai acampar às margens do rio Apa, na fronteira;
20 de abril - Os brasileiros tomam a fazenda Machorra, propriedade que o ditador Solano Lopez mantinha em terras brasileiras;
21 de abril - Os inimigos recuam, os brasileiros cruzam a fronteira e tomam o Forte de Bela Vista. Há uma troca de mensagens entre os dois exércitos. Os paraguaios referem-se ao coronel Camisão como Crânio Pelado;
1º de maio - Os brasileiros entram na fazenda Laguna, propriedade também pertencente a Solano Lopez, que havia sido incendiada e abandonada pelos paraguaios;
4 de maio - Começam a faltar alimentos para os soldados. O mascate italiano Miguel Arcanjo Saraco chega ao acampamento conduzindo duas carretas de víveres que são insuficientes. Os brasileiros, apesar disto forçam e tomam um acampamento paraguaio, mas sofrem baixas consideráveis;
8 de maio - Acirram-se os combates e crescem as dificuldades. A coluna começa a recuar sobre o rio Apa, já em retirada. É completamente envolvida pelos inimigos.
11 de maio - O filho de Lopes é ferido;
13 de maio - Os choques ficam cada vez mais violentos e incêndios na vegetação põe em risco a vida da tropa que recua;
18 de maio - Chove torrencialmente. Os soldados comem a carne dos cachorros da tropa. Estão maltrapilhos e debilitados. Arrastam-se pelo solo alagadiço sob tiroteio cerrado. Um boi é devorado cru pelos soldados. Novo drama: surge uma epidemia de cólera;
21 de maio - Meia légua apenas fora vencida desde o dia 19. Agora começa a faltar água.
22 de maio - O coronel Camisão envia mensagem à Nioac e pede ajuda;
22 de maio - Chuva pesada. Mais soldados morrem da peste. O frio fustiga. À noite, passado o temporal, a tropa se alimenta de palmitos colhidos pelo Guia Lopes;
25 de maio - A peste mata mais vinte. Diante do estado de fadiga da tropa e da impossibilidade de transportar os enfermos, o coronel dá a ordem de abandoná-los em uma clareira. "Compaixão para com os coléricos" - pedia o cartaz deixado pelos brasileiros junto aos que ficaram;
26 de maio - De cólera morre o filho de Lopes. A fazenda Jardim estava próxima. O Guia e o comandante também são contaminados pela doença;
27 de maio - A tropa entra em terreno seguro, a Jardim, propriedade de Lopes que morre a meia légua de sua casa. É enterrado às margens do rio Miranda. A expedição ou o que restava dela, estava salva.

## Homenagem
Foi homenageado no nome da cidade ali erguida, palco da dramática travessia do rio miranda, rebatizada como Guia Lopes da Laguna apesar da primeira invasão paraguaia e do ataque das forças paraguaias 'a coluna do Cel Camisão, essa região continuou a pertencer ao BrasilMato Grosso do Sul.
Foi irmão de Joaquim Francisco Lopes.
É importante destacar que o Hino do Estado de Mato Grosso do Sul homenageou os grandes heróis como Vespasiano, Camisão, Tenente Antônio João, Guaicurus, Ricardo Franco. Esses brasileiros prestaram um grande serviço ao seu País. Por outro lado, José Francisco Lopes não foi citado nesse Hino. Vale lembrar que foi o José Francisco Lopes, o Guia Lopes, que guiou as tropas brasileiras chefiadas pelo Coronel Camisão, sendo que este foi homenageado no Hino de Mato Grosso do Sul, e o próprio Guia Lopes não fora homenageado.
1. ↑  «Guia Lopes · EBAcervo». ebacervo.eb.mil.br. Consultado em 22 de novembro de 2024